# Mickley
Mickley var en civil parish 1866–1974 när det uppgick i Prudhoe, i grevskapet Northumberland i England. Civil parish var belägen 9 km från Corbridge och hade 1 862 invånare år 1951.